# 척추갈림증
척추갈림증(脊椎-症, spina bifida) 또는 이분척추는 발생 과정 중 척추뼈고리의 결손을 포함한 기형을 뜻한다. 대부분의 척추갈림증에서 배아의 척추뼈고리의 비융합이 나타난다. 심한 경우 척수와 척수막에 기형이 생기기도 한다.

## 종류
- 척수진피굴
- 숨은척추갈림증
- 낭성척추갈림증
- 수막척수탈출증
- 수막탈출증
- 척수갈림증